# Nora Hämäläinen
Nora Hämäläinen, född 1978, är en finländsk forskare, redaktör och essäist. Hon är forskare i etik vid Centret för etik som studier i mänskliga värden vid universitetet i Pardubice i Tjeckien samt docent i filosofi vid Helsingfors universitet. Hon var 2009–2011 chefredaktör för Ny Tid. Förutom vetenskapliga artiklar inom filosofi har hon publicerat essäsamlingar och debattartiklar.

## Biografi
Hämäläinen kommer från en finsktalande familj som bodde en tid i Sverige. Efter att ha återvänt till Finland gick hon i en svensk skola och bytte språk. Hon började 1997 studera vid Helsingfors universitet, där hon numera är docent i filosofi. Hon disputerade  2009 med avhandlingen A Literary Turn: Rethinking the Roles of Generalization and Theory in Anglo-American Moral Philosophy.
2012 var hon gästforskare vid universitetet i Chicago och 2016–2017 vid SCAC (Svenska forskningsinstitutet) i Uppsala. Hon var under åren 2009–2011 chefredaktör för den finlandssvenska kulturtidskriften Ny Tid. 
Hämäläinens forskningsområden är moralfilosofi och etik och hon har publicerat ett antal vetenskapliga artiklar i ämnet. 

## Författarskap
Hämäläinen är aktiv som skribent och debattör bland annat i Huvudstadsbladet. Hon har varit sommarpratare i finlandssvenska radiokanalen Yle Vega och publicerat två svenskspråkiga essäer.
I Är Trump postmodern reflekterar hon över nutidens osäkerhet kring alternativa fakta och populism, objektiva kunskaper och åsikter. Hon ger en bakgrund och introduktion till begreppet postmodernism. "Det är högerpopulismen som står för en av postmodernismens centrala tankar omsatt i praktiken", skriver hon. Hon problematiserar också den svenska skoldebatten som hon menar är polariserad och onyanserad. 
2024 deltog hon vid Bokmässan i Göteborg med ett samtal kring sin senaste bok Granhäcken: en essä om ensamheter. I denna beskriver hon bland annat, genom exempel från litteraturen och egna erfarenheter under uppväxten, hur ensamhet kan te sig. Linda i Sara Lidmans Regnspiran, John i J.M.Coetzees självbiografiska Sommartid och Anellia i Joyce Carol Oates Jag ska ta dig dit är litterära ensamma huvudpersoner. Författaren skriver också om ensamhet under olika stadier i livet, som den tidiga studietiden och miljöns betydelse som olika städers uppbyggnad och utveckling samt bibliotekens betydelse som "Ett palats för folket".   
I The Making of the Good Person gör Hämäläinen en filosofisk analys av fenomenet självhjälpslitteratur. Hon har deltagit i flera mediediskussioner i ämnet.